# Nabta Playa

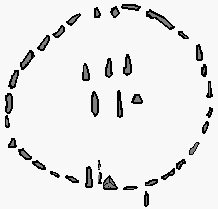
Rozmieszczenie głazów tworzących kamienny zegar

Nabta Playa (arab. ‏نبتة‎) – wyschnięte jezioro na terenie Pustyni Zachodniej w muhafazie Nowa Dolina w południowym Egipcie.

## Stanowisko archeologiczne
Nabta Playa jest największym w Afryce centrum osadnictwa neolitycznego. Region był zamieszkiwany tylko sezonowo, prawdopodobnie tylko w lecie, gdy lokalne jezioro wypełnione było wodą do wypasu bydła. Na jego krawędzi znajduje się Centrum Ceremonialne ludu pasterzy sprzed 6000 lat. Obszar ten skupia wiele tysięcy punktów osadniczych powstałych od około 10 000 lat p.n.e. do około 3500 lat p.n.e.
Jest to również największe w Afryce pradziejowe centrum sakralne (około 7000–3500 p.n.e.), na które składają się liczne kurhany ofiarne – mające średnice kilkunastu metrów i wysokość 1–1,5 m – rozmieszczone na Górze Ofiarnej – i miejsca ofiarne w Dolinie Ofiar oraz najstarszy na świecie kamienny kalendarz słoneczny (ok. 5500–4500 p.n.e.) służący do oznaczania północy i wschodu słońca w dniu przesilenia letniego (obecnie przeniesiony do muzeum w Asuanie), jest to krąg o średnicy ok. 5 m utworzony z niewielkich głazów; pola megalitycznych kilkudziesięciokilogramowych steli rozciągające się na obszarze kilkunastu kilometrów kwadratowych oraz szeregi innych steli skierowanych na ważne układy gwiazd z okresu około 4500–3500 lat p.n.e. 
Wiele elementów sakralnych Nabta Playa wskazuje, że właśnie tu rodziła się najwcześniejsza religia starożytnego Egiptu. Wierzenia zamieszkałych tu ludów pochodzenia subsaharyjskiego i śródziemnomorskiego stały się częścią religii w późniejszym faraońskim Egipcie. Pasterze zamieszkujący te rejony opuścili je z powodu suszy ok. 5500 lat temu i udali się do Doliny Nilu.
Nabta Playa składa się z kilku stanowisk archeologicznych, m.in.: Dżabal Nabta (Trawiasta Góra) czy Dżabal Ramlah (Piaszczysta Góra). Prace badawcze od 1973 roku prowadzi Combined Prehistoric Expedition z udziałem polskich archeologów.